# 경주 신무왕릉
경주 신무왕릉(慶州 神武王陵)은 대한민국 경상북도 경주시 동방동에 있는, 신라 제45대 신무왕(재위 839)의 무덤이다. 1969년 8월 27일 대한민국의 사적 제185호로 지정되었다.

## 개요
신라 제45대 신무왕(재위 839)의 무덤이다.
본명은 김우징이고 희강왕의 사촌동생이다. 839년 4월에 청해진대사 장보고의 도움을 받아 민애왕을 죽이고 왕위에 올랐으나 그해에 병으로 죽었다.
높이 3.4m, 지름 15m의 둥글게 흙을 쌓은 원형 봉토무덤으로 주변에는 아무런 시설이 없다. 『삼국사기』에 의하면, 왕이 죽자 이름을 신무라 하고 제형산 서북쪽에 장사지냈다고 하나, 이 무덤을 가리키는 것인지는 명확하지 않다.

## 같이 보기
- 신무왕

## 참고 자료
- 경주 신무왕릉 - 국가유산청 국가유산포털